# Tiago Leonço
Tiago de Leonço (sinh ngày 11 tháng 11 năm 1992) là một cầu thủ bóng đá người Brasil thi đấu cho câu lạc bộ tại Giải bóng đá ngoại hạng Hồng Kông R&F ở vị trí tiền đạo trung tâm.

## Sự nghiệp câu lạc bộ
Sinh ra ở Novo Hamburgo, Leonço thi đấu cho các câu lạc bộ hạng dưới trong nước. Anh ra nước ngoài ngày 20 tháng 8 năm 2013, và ký hợp đồng với câu lạc bộ hạng hai Bồ Đào Nha Santa Clara. Ngày 2 tháng 2 năm 2015, anh chuyển sang Leixões sau khi là cầu thủ tự do từ cuối mùa giải trước. Mùa giải sau đó, anh chuyển đến Farense. Tuy nhiên, hợp đồng của anh sớm bị hủy bỏ ngày 19 tháng 1 năm 2016.
Ngày 31 tháng 7 năm 2017, Leonço ký hợp đồng với câu lạc bộ tại Giải bóng đá hạng nhất quốc gia Síp AEL Limassol sau thời gian thi đấu ở câu lạc bộ hạng hai Đan Mạch Vendsyssel.